# Макдоналд Муканси
Макдоналд Муканси (на английски: MacDonald Mukansi) е бивш южноафрикански футболист, полузащитник. Известен с изявите си за българските Локомотив (София) и ЦСКА. Той е първият чужденец, вкарвал 2 гола във вечното дерби.

## Кариера
Започва кариерата си в Джомо Космос. През 1998 г. преминава в Еносис Паралимни. Записва 24 мача в първенството на Кипър, в които вкарва 12 гола. През 1999 г. по препоръка на треньора на Локомотив (София) Ангел Колев Макдоналд преминава в тима на столичните железничари. Муканси се утвърждава в тима и през 2001 г. получава повикавателна в националния отбор на Южна Африка.
В началото на 2002 г. преминава проби в Спартак Москва, но треньорът Олег Романцев решава да не подписва с играча. Същата година участва на световното първенство в Япония и Южна Корея. Това е и единствения голям форум, на който Макдоналд играе за националния тим на ЮАР. Муканси има общо 8 мача за родината си.
През лятото на 2002 г. подписва с ЦСКА. На 26 октомври 2002 г. вкарва две попадения за ЦСКА срещу вечния враг Левски. През сезон 2002/03 става шампион на страната.